# Programovaná buněčná smrt
Programovaná buněčná smrt, buněčné suicidium (anglicky Programmed cell death, PCD) je fyziologický proces, při kterém buňky páchají sebevraždu díky vnitrobuněčnému programu (intracelulárnímu programu). Jedná se o proces aktivní a do jisté míry dobrovolný.
Programovaná buněčná smrt se provádí v regulovaném procesu, který obvykle poskytuje výhodu během životního cyklu organismu. Plní základní funkce jak při vývoji tkání mnohobuněčných živočichů, tak při vývoji tkání rostlin. Programovaná buněčná smrt může nastat procesem apoptóza, autofagie nebo dalšími variantami.
Programovaná buněčná smrt není zcela jednoznačný termín. V některé literatuře je totožný s termínem apoptóza. Jindy je apoptóza popisována jako jeden z typů programované buněčné smrti a dalším je zejména autofágie. Někdy se apoptóza definuje jako programovaná buněčná smrt u mnohobuněčných organismů.

## Apoptóza

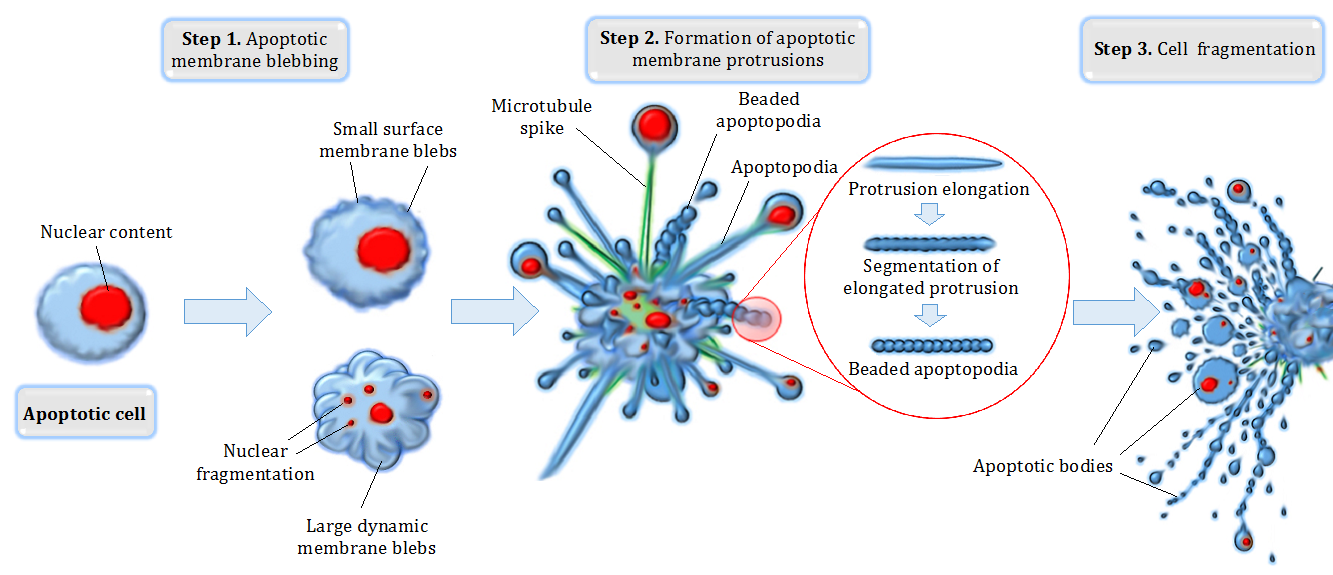
Schéma procesu apoptózy, při níž dochází k morfologickým změnám buňky.

Apoptóza je proces programované buněčné smrti, který se může vyskytnout u mnohobuněčných organismů. Vede k charakteristickým buněčným změnám – morfologii a na konec ke smrti.
Morfologické změny zahrnují tyto kroky:
1. Apoptopické bublání membrány (tvorba puchýřků)
2. Tvorba apoptotických membránových výběžků
3. Fragmentace buňky (jadernou fragmentace, kondenzace chromatinu a fragmentace chromozomální DNA).

Apoptóza může být iniciována absencí určitých faktorů nutných k přežití buňky. Pravá apoptóza musí být geneticky podmíněna, ale existují důkazy, že určité příznaky apoptózy (například aktivace endonukleázy) mohou být falešně vyvolány bez zapojení genetického impulsu. Začíná se také ukazovat, že mitóza (buněčné dělení) a apoptóza jsou nějakým způsobem přepínané nebo propojené a že dosažená rovnováha závisí na vhodných faktorech pro růst nebo přežití.

## Autofagie

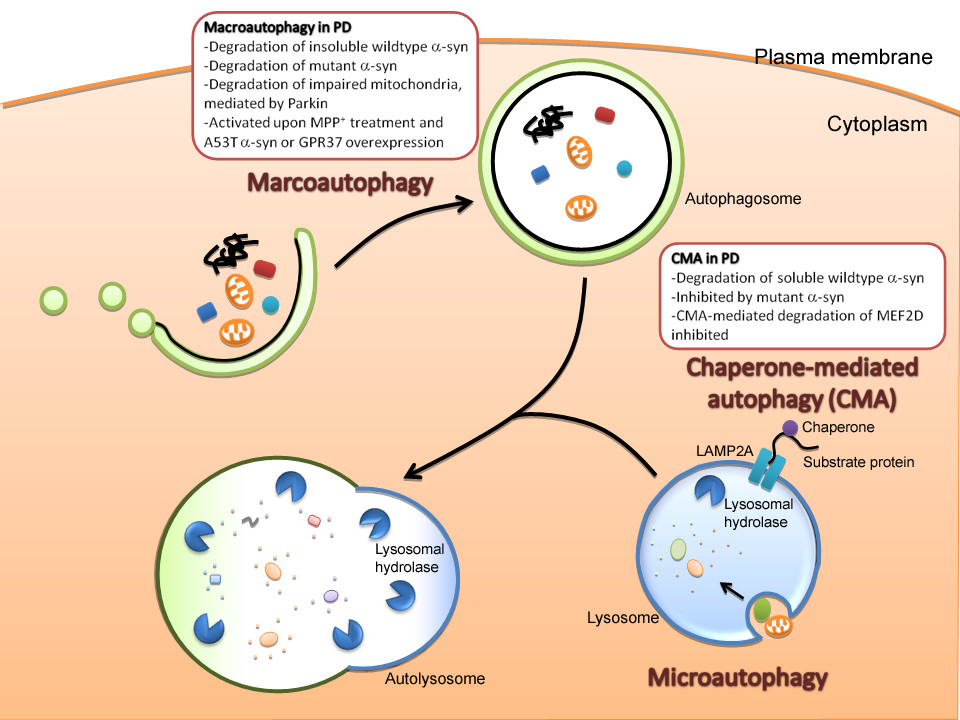
Schéma procesu autofagie, při níž membrána vznikajícího autofagozómu obklopí degradovanou strukturu a následně se spojí (fúzuje) s lysozómem.

Autofagie je buněčný proces, při kterém jsou vnitrobuněčné makromolekulární struktury nebo celé organely rozkládány (degradovány) pomocí lysozómu, či u rostlin pomocí vakuoly. V určité formě se pravděpodobně vyskytuje u většiny eukaryotických organismů s možnou výjimkou některých primitivních prvoků. Je to jeden z mechanismů udržení buněčné homeostázy (stálosti vnitřního prostředí).
Autofagie může být iniciována nedostatkem živin. Ale je také spojena s fyziologickými i patologickými procesy, jako je vývoj, diferenciace, neurodegenerativní onemocnění, stres, infekce a rakovina.

## Další varianty PCD
Byly objeveny i další cesty programované buněčné smrti. Tyto alternativní cesty ke smrti jsou nazývané neapoptotická programovaná buněčná smrt. Jsou stejně účinné jako apoptóza a mohou fungovat buď jako záložní mechanismy nebo jako hlavní typ PCD.